# 人面鸮
人面鸮，是中国传说的异鸟，形似猫头鹰，但是人头犬尾猴身，代表干旱之兆。另外人面鴞也是鸱鸮科鸟类的通称,又简称鸱鸮、猫头鹰、枭等。

## 原文
《西次四经》:崦嵫之山,有鸟焉,其状如鸮而人面,蜼(音伟, wěi )身犬尾,其名自号也,见则其邑大旱。

## 参看
中国妖怪列表